# Will Dennis
Will Dennis, all'anagrafe William Jonathon Dennis (10 luglio 2000) è un calciatore inglese, portiere del Bournemouth.

## Carriera
Dal 2018 al 2023 ha fatto parte della rosa del Bournemouth, con cui ha militato tra la prima e la seconda divisione inglese, giocando però una sola partita ufficiale in cinque stagioni (precisamente un incontro della FA Cup 2020-2021); durante questi anni ha inoltre trascorso vari periodi in prestito con club delle serie minori inglesi (Guernesey e Weymouth in settima divisione, Wealdstone in quinta divisione e Slough Town in sesta divisione).
Nella stagione 2023-2024 passa in prestito nella prima divisione scozzese al Kilmarnock, guadagnandosi un posto da titolare nel corso della stagione.